# Couratari pyramidata
Couratari pyramidata é uma espécie de planta lenhosa da família Lecythidaceae.
Apenas pode ser encontrada no Brasil (endémica), no estado do Rio de Janeiro na Mata Atlântica em Floresta Ombrófila (Floresta Pluvial). As árvores podem crescer até 20m de altura. Suas flores apresentam pétalas de coloração amarelada. Os frutos são do tipo pixídios, lenhoso com opérculo e as sementes são aladas circular.